# التقييم العالمي للأداء
التقييم العالمي للأداء (بالإنجليزية: Global Assessment of Functioning)‏ واختصارا (GAF) هو مقياس رقمي يستخدمه أطباء الصحة النفسية للتقييم الذاتي للأداء الاجتماعي والمهني للفرد، على سبيل المثال، كيف يقابل الشخص مختلف المشاكل في الحياة. تتراوح الدرجات من 100 (عالية الأداء للغاية) إلى 1 (ضعيفة بشدة).
تم إدراج المقياس في الدليل التشخيصي والإحصائي الرابع (DSM-IV)، ولكن تم الاستعاضة عنه في الإصدار الخامس (DSM-V) دراسة عن الشيخوخة العالمية وصحة البالغين (WHODAS) (جدول تقييم الإعاقة لمنظمة الصحة العالمية)، وهو مسح أو مقابلة مع بنود تفصيلية من المفترض أن يكون جدول تقييم العجز لمنظمة الصحة العالمية أكثر تفصيلا وموضوعية من الانطباع العالمي الوحيد. والميزة الرئيسية لقوة التقييم العالمي للأداء هي الإيجاز.